# La Loubière
La Loubière ist eine französische Gemeinde mit 1.529 Einwohnern (Stand 1. Januar 2022) im Département Aveyron der Region Okzitanien; sie gehört zum Arrondissement Rodez und zum Kanton Causse-Comtal. Die Verwaltung der Gemeinde befindet sich im Ort Lioujas, der im Norden des Gemeindegebietes liegt.

## Geographie
Die Gemeinde liegt in der Landschaft Causse, südlich der Causse du Comtal, rund acht Kilometer nordöstlich von Rodez. Nachbargemeinden von La Loubière sind:
- Rodelle im Norden,
- Montrozier im Osten,
- Agen-d’Aveyron im Südosten,
- Sainte-Radegonde im Süden,
- Rodez im Südwesten,
- Onet-le-Château im Westen und
- Sébazac-Concourès im Nordwesten (mit einer Enklave im Nordosten).

Der Ort La Loubière liegt am linken Ufer des Flusses Aveyron, das nördliche Gemeindegebiet liegt noch im Einflussbereich des Karstgebietes der Causse und weist daher kaum an der Oberfläche verlaufende Gewässer auf.

### Verkehrsanbindung
Das Gemeindegebiet wird durch die Bahnstrecke von Rodez nach Sévérac-le-Château durchquert. Der nächstgelegene Bahnhof befindet sich in Rodez.
Die Hauptverkehrsachse im Straßenverkehr ist die Nationalstraße 88, die von Rodez kommend, bei Sévérac-le-Château Anschluss an die Autobahn 75 findet. Der Regionalverkehr wird weitgehend über die Départementsstraße 988 abgewickelt, die von Rodez über Lioujas nach Bozouls führt.
Der nächstgelegenen Flugplatz Aeroport de Rodez-Marcillac ist etwa zwölf Kilometer entfernt.

## Bevölkerungsentwicklung
| Jahr      | 1968 | 1975 | 1982 | 1990 | 1999 | 2006 | 2016 |
| Einwohner | 402  | 568  | 878  | 1011 | 1174 | 1325 | 1476 |

## Sehenswürdigkeiten

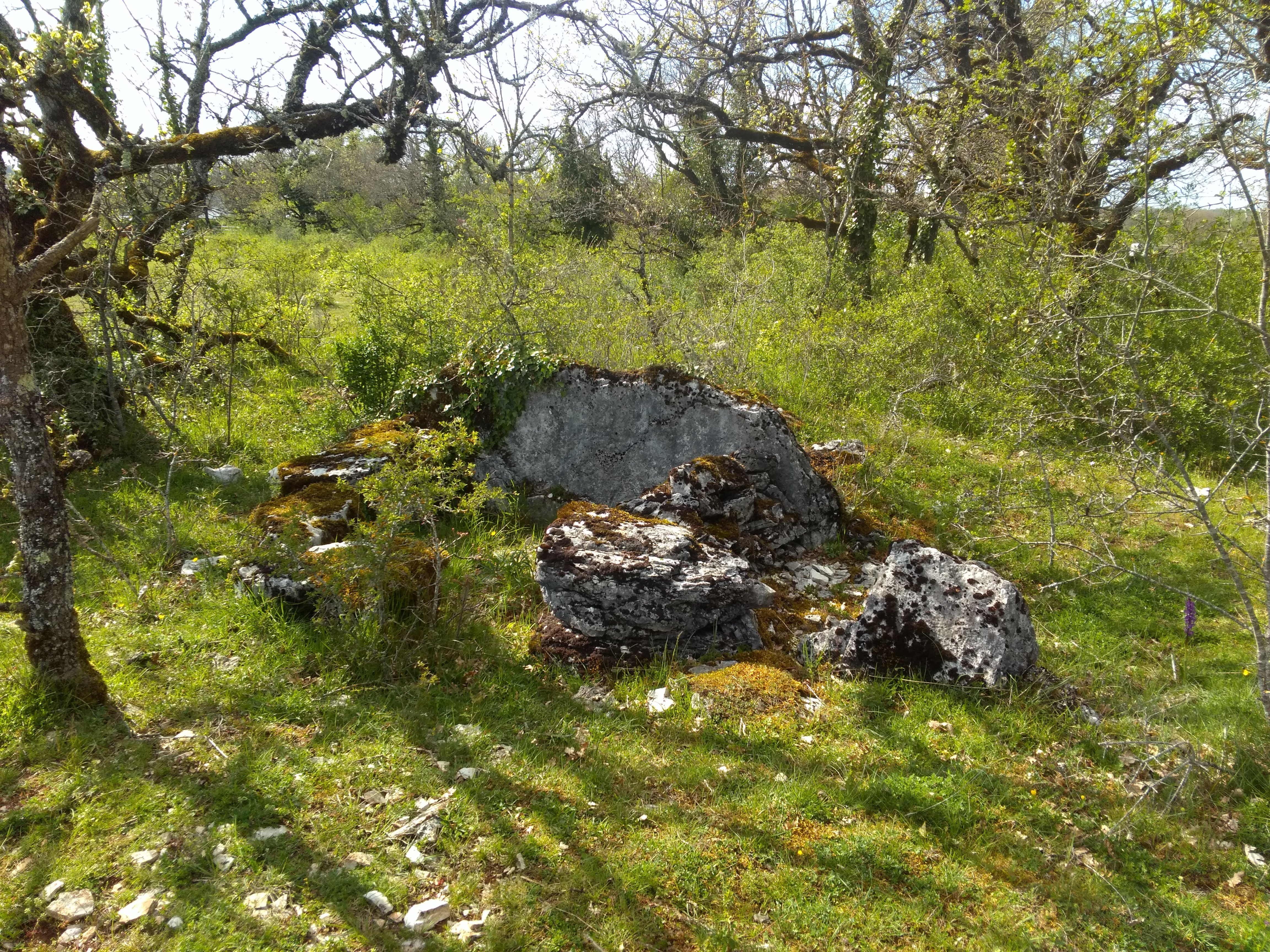
Dolmen von Cayssac

- Kirche Saint-Pierre-aux-Liens im Ortsteil Cayssac
- Dolmen von Cayssac, Dolmen der Megalithkultur (Monument historique)[1]
- Fontaine de Cayssac, romanisches Brunnenhaus aus dem Mittelalter (Monument historique)[2]